# Hapona muscicola
Hapona muscicola är en spindelart som först beskrevs av Forster 1964.  Hapona muscicola ingår i släktet Hapona och familjen Desidae. Inga underarter finns listade i Catalogue of Life.